# Nedda
A Nedda olasz eredetű női név, a Neddo férfinév női párja, melyet főleg Szicíliában használnak az Antonio (Antal) beceneveként.  Jelentése: vasárnap gyermeke; herceg, fejedelem.[forrás?]

## Gyakorisága
Az 1990-es években szórványos név, a 2000-es években nem szerepel a 100 leggyakoribb női név között.

## Névnapok
- július 6.[2]
- augusztus 4.[2]

## Híres Neddák
Szabó Nedda gépészeti szaktervező
Szeged